# Chagallu (district du Godavari oriental)
Chagallu est un village du district du Godavari oriental dans l'État d'Andhra Pradesh en Inde. 
Selon le recensement de l'Inde de 2011, la localité compte une population de 21 703 habitants.